# Караой (Балхашский район)
Караой (каз. Қараой) — село в Балхашском районе Алматинской области Казахстана. Административный центр Караойского сельского округа. Код КАТО — 193657100.

## Население
В 1999 году население села составляло 1573 человека (797 мужчин и 776 женщин). По данным переписи 2009 года, в селе проживало 1825 человек (949 мужчин и 876 женщин).

## История
Находился на стыке Ак - Ичкинской волости , Биен - Куяндинской волости и Нижне - Аксуйской волости.